# إيغور سترافينسكي
إيجور سترافينسكي (الروسية: Игорь Фёдорович Стравинский) (17 يونيو 1882 - 6 أبريل 1971)، مؤلف موسيقى روسي. يعد من أكثر المؤلفين الموسيقيين تأثيرا في القرن العشرين.

## حياته
ولد إيجور فيودوروفيتش سترافينسكي في بطرسبيرج. وأخذ دروسًا في البيانو وهو في التاسعة من عمره، وتعلم التأليف والتوزيع الموسيقي على يد المؤلف الموسيقي الروسي نيكولاي ريمسكي كورساكوف من عام 1903 إلى 1908م. ترك سترافينسكي روسيا عام 1914م، متنقلاً أولاً إلى سويسرا ثم إلى فرنسا عام 1920م، فإلى الولايات المتحدة عام 1939م. صار سترافينسكي مواطنًا فرنسيًا عام 1934م، ثم مواطنًا أمريكيًا عام 1945م.

## أعماله الأولى (1910 - 1923)
اكتسب سترافينكسي إعجابًا عالميًا، أولا لتأليفه ثلاث مقطوعات في موسيقى الرقص التعبيري الباليه هي طائر النار (1910م)؛ بيتروشكا (1911م)؛ قدسية الربيع (1913م). أنتجت كلها في باريس، بالتعاون مع الإداري الروسي الشهير للباليه، سيرجي دياغيليف. تظل هذه الباليهات أفضل ما يعرف من أعمال سترافينسكي. فقد أحدثت مقطوعته قدسية الربيع ضجة عندما عرضت لأول مرة، لما صاحبها من نموذج موسيقي ضخم، وإيقاع عنيف، وتناغم إبداعي. والباليهات الثلاث قائمة على الفولكلور الروسي، مثل باليه العُرْس (1923م)، والعمل المسرحي المسمى قصة الجندي (1918م).

## باليه طقوس الربيع (أو قداسية الربيع )
قدم هذا الباليه لأول مرة في باريس عام 1913 وهو يعد من أهم ما كتب في موسيقى القرن العشرين على الإطلاق، حيث يروي قصةً مبتكرة وجريئة حول عشق الأرض والتضحية في سبيل قدوم فصل الربيع، وهو يمثل مجموعة طقوسٍ روحية تؤديها جماعات بدائية تنتهي باختيار الأضحية من بين الفتيات، وعلى الفتاة المختارة أن تقوم بالتضحية بنفسها في سبيل قدوم الربيع وذلك بأن ترقص حتى الموت، وعند عرض هذا الباليه لأول مرة أحدث فوضى كبيرة، فجرأة سترافينسكي في تأليف موسيقاه بإيقاعاتها الغريبة وأفكارها الحديثة ضربت كل المفاهيم التقليدية للموسيقى والباليه، وبالرغم من أن العرض الأول كان كارثة بسبب اضطراب الجمهور وإثارة الشغب إلا أن هذا العمل يعد اليوم من أهم ما كتب في الباليه والموسيقى الأوركسترالية على الأطلاق، وهو يمتاز بتوزيعٍ أوركسترالي قوي وأخاذ يمثل ألوان الربيع وانفجاره في البرية، كما يمتاز بإيقاعاته المعقدة والهارموني الحديث الذي استخدمه.

## الأعمال الكلاسيكية الجديدة «المحدثة» (1923 - 1948)
كتب سترافينسكي من عام 1919 إلى 1951م بأسلوب تقليدي جديد مستخدمًا السلالم الموسيقية والأوتار، ولونًا من الأنغام بطريقة واضحة وتقليدية. شكل سترافينسكي أثناء هذه الفترة أعماله على نمط الموسيقى في الماضي. فموسيقاه لباليه بولسينيلا (1920م) بُنيت على أفكار المؤلف الموسيقي الزخرفي جيوفاني برجوليزي. تحكي تمثيلية سترافينسكي الموسيقية الطويلة ارتقاء مشط السنان (1951م) وهي قصة مبنية على سلسلة من نقوش وليام هوجارث، إذ يشبه هذا العمل من حيث الأسلوب تمثيليات فولفغانغ أماديوس موزارت. تشمل أعمال سترافينسكي التقليدية الحديثة الرئيسية اللحن الثماني للرياح (1923م) والمنقحة (1952م)، وسيمفونية في ثلاث حركات (1946م)، وسيمفونية الترانيم المقدسة (1930م) والمنقحة (1948م).

## أعمال الاثنتي عشرة نغمة (1948 - 1958)
بالرغم من اعتراضه لزمن طويل على نظام الاثنتي عشر نغمة لشوينبيرج، عاد سترافينسكي أخيرا لتبنّيه بطريقته الخاصة. استخدم سترافينسكي من عام 1952م إلى 1954م صفوفًا أقل من 12 صوتًا موسيقيًا في مؤلفاته. وهذا الاستخدام ملازم لكل مقطوعة مثل ذكرى لديلان توماس (1954م) وذلك في الصوت، والآلات الموسيقية. وفي الباليه التجريدي صراع (1957م)؛ كانتيكم ساكرم (1956م). وعمله الكورالي ثريني (1958م) يعد أول استخدام سترافينسكي المستمر لمجرى 12 نغمة منفردة في مقطوعة مطولة.

## وصلات خارجية
- إيغور سترافينسكي على موقع أوليمبيديا (الإنجليزية)
- إيغور سترافينسكي على موقع IMDb (الإنجليزية)
- إيغور سترافينسكي على موقع الموسوعة البريطانية (الإنجليزية)
- إيغور سترافينسكي على موقع مونزينجر (الألمانية)
- إيغور سترافينسكي على موقع ميوزك برينز (الإنجليزية)
- إيغور سترافينسكي على موقع قاعدة بيانات برودواي على الإنترنت (الإنجليزية)
- إيغور سترافينسكي على موقع إن إن دي بي (الإنجليزية)
- إيغور سترافينسكي على موقع أول ميوزيك (الإنجليزية)
- إيغور سترافينسكي على موقع ديسكوغز (الإنجليزية)
- إيغور سترافينسكي على موقع قاعدة بيانات الفيلم (الإنجليزية)